# Ricard de Cornualla
Ricard (5 de gener de 1209 – 2 d'abril de 1272), segon fill de Joan Plantagenet, va ser Comte de Poitiers nominal (1225–1243), Earl o Comte de Cornualla (des del 1225), i Rei d'Alemanya (des del 1257). Era un dels homes més rics d'Europa i es va unir a la Croada dels Barons, on aconseguí èxit com a negociador per a l'alliberament de presos i assistí en la construcció de la ciutadella a Ascaló.

## Biografia

### Inicis
Va nàixer el 5 de gener de 1209 al Castell de Winchester, sent el segon fill de Joan Plantagenet i Isabel d'Angulema. Va ser fet Gran Xèrif de Berkshire a l'edat dels vuit anys, va rebre nominalment el títol de Comte de Poitiers (1225-??) i el mateix any, a l'edat dels setze, el seu germà Enric III d'Anglaterra li va donar el comtat de Cornualla com a regal d'aniversari, fent-lo Gran Xèrif de Cornualla. El rèdit que va obtindre de Cornualla el va ajudar a convertir-se en un dels homes més rics d'Europa. Tot i que va fer campanya en favor del rei Enric a Poitou i Bretanya, i va servir com a regent tres vegades, les relacions eren sovint tenses entre els germans durant els primers anys del regnat d'Enric. Richard es va revoltar contra ell tres vegades, i va haver de ser comprat amb regals fastuosos.
El 1225 Ricard va fer un intercanvi amb Gervasi de Tintagel, bescanviant la terra de Merthen (originàriament part de la casa pairal de Winnianton) pel Castell de Tintagel. Ha estat suggerit que Ricard va construir un castell en el lloc el 1233 per a establir una connexió amb les llegendes artúries que Jofre de Monmouth associava amb l'àrea. El castell va ser construït amb un estil més antic per a l'època per fer-lo paréixer més antic. Ricard esperava que, d'aquesta manera, es poguera guanyar la confiança de la gent de Cornualla; ja que desconfiaven dels forasters. El propi castell no tenia cap valor estratègic real.
La datació fins al període de Ricard ha substituït la interpretació de Ralegh Radford que va atribuir els elements primigenis del castell a l'Earl Renald de Dunstanville i els elements més tardans a l'Earl Ricard. Sidney Toy, no obstant, ha suggerit una època anterior de construcció per al castell.